# Got to Be There
A Got to Be There című album Michael Jackson amerikai énekes debütáló szólóalbuma, amely az énekes 13 éves korában, 1972. január 24-én jelent meg a Motown Records kiadásában. A lemezen megtalálható a Got to Be There című dal, amely kislemez formában 1971. október 7-én jelent meg, az énekes debütáló kislemezeként. Az albumból világszerte több, mint 4 millió darabot adtak el. 2009-ben megjelent a nagylemez újra-kiadása a Hello World: The Motown Solo Collection című 3 lemezes válogatásalbum részeként.

## Az album dalai
| 1. | Ain't No Sunshine (Felvételek: 1971. július - november)                 | Bill Withers                                                | 4:09 |
| 2. | I Wanna Be Where You Are (Felvételek: 1971. július - november)          | Arthur "T-Boy" Ross, Leon Ware                              | 3:00 |
| 3. | Girl Don't Take Your Love from Me (Felvételek: 1971. július - november) | Willie Hutch                                                | 3:46 |
| 4. | In Our Small Way (Felvételek: 1971. július - november)                  | Beatrice Verdi, Christine Yarian                            | 3:34 |
| 5. | Got to Be There (Felvételek: 1971. július - november)                   | Beatrice Verdi, Christine Yarian (Felvételek: 1971. június) |      |

| 1. | Rockin' Robin (Felvételek: 1971. július - november)                    | Jimmie Thomas                                                    | 2:30 |
| 2. | Wings of my Love (Felvételek: 1971. július - november)                 | Alphonso Mizell, Berry Gordy Jr., Deke Richards & Freddie Perren | 3:32 |
| 3. | Maria (You Where the Only One) (Felvételek: 1971. július - november)   | Lawrence Brown, Linda Glover, George Gordy, Allen Story          | 3:41 |
| 4. | Love Is Here and Now You're Gone (Felvételek: 1971. július - november) | Holland-Dozier-Holland                                           | 2:51 |
| 5. | You've Got a Friend (Felvételek: 1971. július - november)              | Carole King                                                      | 4:45 |

## Az albumról
A Motown ugyanakkor adta ki Jackson első szólóalbumát, amikor egy másik híres család híres tagjának, Donny Osmondnak a dala, a Sweet & Innocent és a Puppy Love megjelent Amerikában. Jackson és Osmond dala hasonlított egymásra abban, hogy a Rockin' Robin és Osmond dala, a Puppy Love egyaránt egy-egy 50-es évekből származó sláger remake-je volt. Jackson albumát megtalálható az Ain't No Sunshine című dal feldolgozása (ennek eredetijét Bill Withers adta elő), Carol King You've Got a Friend című dalának feldolgozása és a The Supremes Love Is Here and Now You're Gone című dalának változata.

## Kislemezek
Az album első kislemeze, a Got To Be There Amerikában is és az Egyesült Királyságban is bekerült a Top 10-be. A második kislemez, a Rockin' Robin az Atlanti-óceán mindkét partján a 2. helyezést érte el. A harmadik kislemeznek 2 különböző változata jelent meg Amerikában és az Egyesült Királyságban, Bill Withers jól ismert Ain't No Sunshine című dalával együtt, amelyik a 8. helyen végzett a brit kislemez listán.
| Megjelenés dátuma         | Kislemez címe            | Kislemez címe            | Kislemez címe            | Kislemez címe            | Kislemez címe            | Kislemez címe            | Kislemez címe            | Kislemez címe            | Kislemez címe            | Kislemez címe            | Kislemez címe            | Kislemez címe            | Kislemez címe            | Kislemez címe            | Kislemez címe            | Kislemez címe            | Kislemez címe            | Kislemez címe            | Kislemez címe            | Kislemez címe            | Kislemez címe            | Kislemez címe            | Kislemez címe            | Kislemez címe            | Kislemez címe            | Kislemez címe            | Kislemez címe            | Kislemez címe            | Kislemez címe            | Kislemez címe            | Kislemez címe            | Kislemez címe            | Kislemez címe            | Kislemez címe            | Kislemez címe            | Kislemez címe            | Kislemez címe            | Kislemez címe            | Kislemez címe            | Kislemez címe            | Kislemez címe            | Kislemez címe            | Kislemez címe            | Kislemez címe            | Kislemez címe            | Kislemez címe            | Kislemez címe            | Kislemez címe            | Kislemez címe            | Kislemez címe            | Kislemez címe            | Kislemez címe            | Kislemez címe            | Kislemez címe            | Kislemez címe            | Kislemez címe            | Kislemez címe            | Kislemez címe            | Kislemez címe            | Kislemez címe            | Kislemez címe            | Kislemez címe            | Kislemez címe            | Kislemez címe            | Kislemez címe            | Kislemez címe            | Kislemez címe            | Kislemez címe            | Kislemez címe            | Kislemez címe            | Kislemez címe            | Kislemez címe            | Kislemez címe            | Kislemez címe            | Kislemez címe            | Kislemez címe            | Kislemez címe            | Kislemez címe            | Kislemez címe            | Kislemez címe            | Kislemez címe            | Kislemez címe            | Kislemez címe            | Kislemez címe            | Kislemez címe            | Kislemez címe            | Kislemez címe            | Kislemez címe            | Kislemez címe            | Kislemez címe            | Kislemez címe            | Kislemez címe            | Kislemez címe            | Kislemez címe            | Kislemez címe            | Kislemez címe            | Kislemez címe            | Kislemez címe            | Kislemez címe            | Kislemez címe            | Kislemez címe            | Kislemez címe            | Kislemez címe            | Kislemez címe            | Kislemez címe            | Kislemez címe            | Kislemez címe            | Kislemez címe            | Kislemez címe            | Kislemez címe            | Kislemez címe            | Kislemez címe            | Kislemez címe            | Kislemez címe            | Kislemez címe            | Kislemez címe            | Kislemez címe            | Kislemez címe            | Kislemez címe            | Kislemez címe            | Kislemez címe            | Kislemez címe            | Kislemez címe            | Kislemez címe            | Kislemez címe            | Kislemez címe            | Kislemez címe            | Kislemez címe            | Kislemez címe            | Kislemez címe            | Kislemez címe            | Kislemez címe            | Kislemez címe            | Kislemez címe            | Kislemez címe            | Helyezés | Helyezés | Eladások   |
| ------------------------- | ------------------------ | ------------------------ | ------------------------ | ------------------------ | ------------------------ | ------------------------ | ------------------------ | ------------------------ | ------------------------ | ------------------------ | ------------------------ | ------------------------ | ------------------------ | ------------------------ | ------------------------ | ------------------------ | ------------------------ | ------------------------ | ------------------------ | ------------------------ | ------------------------ | ------------------------ | ------------------------ | ------------------------ | ------------------------ | ------------------------ | ------------------------ | ------------------------ | ------------------------ | ------------------------ | ------------------------ | ------------------------ | ------------------------ | ------------------------ | ------------------------ | ------------------------ | ------------------------ | ------------------------ | ------------------------ | ------------------------ | ------------------------ | ------------------------ | ------------------------ | ------------------------ | ------------------------ | ------------------------ | ------------------------ | ------------------------ | ------------------------ | ------------------------ | ------------------------ | ------------------------ | ------------------------ | ------------------------ | ------------------------ | ------------------------ | ------------------------ | ------------------------ | ------------------------ | ------------------------ | ------------------------ | ------------------------ | ------------------------ | ------------------------ | ------------------------ | ------------------------ | ------------------------ | ------------------------ | ------------------------ | ------------------------ | ------------------------ | ------------------------ | ------------------------ | ------------------------ | ------------------------ | ------------------------ | ------------------------ | ------------------------ | ------------------------ | ------------------------ | ------------------------ | ------------------------ | ------------------------ | ------------------------ | ------------------------ | ------------------------ | ------------------------ | ------------------------ | ------------------------ | ------------------------ | ------------------------ | ------------------------ | ------------------------ | ------------------------ | ------------------------ | ------------------------ | ------------------------ | ------------------------ | ------------------------ | ------------------------ | ------------------------ | ------------------------ | ------------------------ | ------------------------ | ------------------------ | ------------------------ | ------------------------ | ------------------------ | ------------------------ | ------------------------ | ------------------------ | ------------------------ | ------------------------ | ------------------------ | ------------------------ | ------------------------ | ------------------------ | ------------------------ | ------------------------ | ------------------------ | ------------------------ | ------------------------ | ------------------------ | ------------------------ | ------------------------ | ------------------------ | ------------------------ | ------------------------ | ------------------------ | ------------------------ | ------------------------ | ------------------------ | ------------------------ | ------------------------ | ------------------------ | -------- | -------- | ---------- |
| 1971. október 7.          | Got to Be There          | Got to Be There          | Got to Be There          | Got to Be There          | Got to Be There          | Got to Be There          | Got to Be There          | Got to Be There          | Got to Be There          | Got to Be There          | Got to Be There          | Got to Be There          | Got to Be There          | Got to Be There          | Got to Be There          | Got to Be There          | Got to Be There          | Got to Be There          | Got to Be There          | Got to Be There          | Got to Be There          | Got to Be There          | Got to Be There          | Got to Be There          | Got to Be There          | Got to Be There          | Got to Be There          | Got to Be There          | Got to Be There          | Got to Be There          | Got to Be There          | Got to Be There          | Got to Be There          | Got to Be There          | Got to Be There          | Got to Be There          | Got to Be There          | Got to Be There          | Got to Be There          | Got to Be There          | Got to Be There          | Got to Be There          | Got to Be There          | Got to Be There          | Got to Be There          | Got to Be There          | Got to Be There          | Got to Be There          | Got to Be There          | Got to Be There          | Got to Be There          | Got to Be There          | Got to Be There          | Got to Be There          | Got to Be There          | Got to Be There          | Got to Be There          | Got to Be There          | Got to Be There          | Got to Be There          | Got to Be There          | Got to Be There          | Got to Be There          | Got to Be There          | Got to Be There          | Got to Be There          | Got to Be There          | Got to Be There          | Got to Be There          | Got to Be There          | Got to Be There          | Got to Be There          | Got to Be There          | Got to Be There          | Got to Be There          | Got to Be There          | Got to Be There          | Got to Be There          | Got to Be There          | Got to Be There          | Got to Be There          | Got to Be There          | Got to Be There          | Got to Be There          | Got to Be There          | Got to Be There          | Got to Be There          | Got to Be There          | Got to Be There          | Got to Be There          | Got to Be There          | Got to Be There          | Got to Be There          | Got to Be There          | Got to Be There          | Got to Be There          | Got to Be There          | Got to Be There          | Got to Be There          | Got to Be There          | Got to Be There          | Got to Be There          | Got to Be There          | Got to Be There          | Got to Be There          | Got to Be There          | Got to Be There          | Got to Be There          | Got to Be There          | Got to Be There          | Got to Be There          | Got to Be There          | Got to Be There          | Got to Be There          | Got to Be There          | Got to Be There          | Got to Be There          | Got to Be There          | Got to Be There          | Got to Be There          | Got to Be There          | Got to Be There          | Got to Be There          | Got to Be There          | Got to Be There          | Got to Be There          | Got to Be There          | Got to Be There          | Got to Be There          | Got to Be There          | Got to Be There          | Got to Be There          | Got to Be There          | Got to Be There          | Got to Be There          | 5        | 4        | 2,500,000+ |
| 1972. február 1972. május | Rockin' Robin            | Rockin' Robin            | Rockin' Robin            | Rockin' Robin            | Rockin' Robin            | Rockin' Robin            | Rockin' Robin            | Rockin' Robin            | Rockin' Robin            | Rockin' Robin            | Rockin' Robin            | Rockin' Robin            | Rockin' Robin            | Rockin' Robin            | Rockin' Robin            | Rockin' Robin            | Rockin' Robin            | Rockin' Robin            | Rockin' Robin            | Rockin' Robin            | Rockin' Robin            | Rockin' Robin            | Rockin' Robin            | Rockin' Robin            | Rockin' Robin            | Rockin' Robin            | Rockin' Robin            | Rockin' Robin            | Rockin' Robin            | Rockin' Robin            | Rockin' Robin            | Rockin' Robin            | Rockin' Robin            | Rockin' Robin            | Rockin' Robin            | Rockin' Robin            | Rockin' Robin            | Rockin' Robin            | Rockin' Robin            | Rockin' Robin            | Rockin' Robin            | Rockin' Robin            | Rockin' Robin            | Rockin' Robin            | Rockin' Robin            | Rockin' Robin            | Rockin' Robin            | Rockin' Robin            | Rockin' Robin            | Rockin' Robin            | Rockin' Robin            | Rockin' Robin            | Rockin' Robin            | Rockin' Robin            | Rockin' Robin            | Rockin' Robin            | Rockin' Robin            | Rockin' Robin            | Rockin' Robin            | Rockin' Robin            | Rockin' Robin            | Rockin' Robin            | Rockin' Robin            | Rockin' Robin            | Rockin' Robin            | Rockin' Robin            | Rockin' Robin            | Rockin' Robin            | Rockin' Robin            | Rockin' Robin            | Rockin' Robin            | Rockin' Robin            | Rockin' Robin            | Rockin' Robin            | Rockin' Robin            | Rockin' Robin            | Rockin' Robin            | Rockin' Robin            | Rockin' Robin            | Rockin' Robin            | Rockin' Robin            | Rockin' Robin            | Rockin' Robin            | Rockin' Robin            | Rockin' Robin            | Rockin' Robin            | Rockin' Robin            | Rockin' Robin            | Rockin' Robin            | Rockin' Robin            | Rockin' Robin            | Rockin' Robin            | Rockin' Robin            | Rockin' Robin            | Rockin' Robin            | Rockin' Robin            | Rockin' Robin            | Rockin' Robin            | Rockin' Robin            | Rockin' Robin            | Rockin' Robin            | Rockin' Robin            | Rockin' Robin            | Rockin' Robin            | Rockin' Robin            | Rockin' Robin            | Rockin' Robin            | Rockin' Robin            | Rockin' Robin            | Rockin' Robin            | Rockin' Robin            | Rockin' Robin            | Rockin' Robin            | Rockin' Robin            | Rockin' Robin            | Rockin' Robin            | Rockin' Robin            | Rockin' Robin            | Rockin' Robin            | Rockin' Robin            | Rockin' Robin            | Rockin' Robin            | Rockin' Robin            | Rockin' Robin            | Rockin' Robin            | Rockin' Robin            | Rockin' Robin            | Rockin' Robin            | Rockin' Robin            | Rockin' Robin            | Rockin' Robin            | Rockin' Robin            | Rockin' Robin            | Rockin' Robin            | Rockin' Robin            | 3        | 2        | 3,160,000+ |
| 1972. május 2.            | I Wanna Be Where You Are | I Wanna Be Where You Are | I Wanna Be Where You Are | I Wanna Be Where You Are | I Wanna Be Where You Are | I Wanna Be Where You Are | I Wanna Be Where You Are | I Wanna Be Where You Are | I Wanna Be Where You Are | I Wanna Be Where You Are | I Wanna Be Where You Are | I Wanna Be Where You Are | I Wanna Be Where You Are | I Wanna Be Where You Are | I Wanna Be Where You Are | I Wanna Be Where You Are | I Wanna Be Where You Are | I Wanna Be Where You Are | I Wanna Be Where You Are | I Wanna Be Where You Are | I Wanna Be Where You Are | I Wanna Be Where You Are | I Wanna Be Where You Are | I Wanna Be Where You Are | I Wanna Be Where You Are | I Wanna Be Where You Are | I Wanna Be Where You Are | I Wanna Be Where You Are | I Wanna Be Where You Are | I Wanna Be Where You Are | I Wanna Be Where You Are | I Wanna Be Where You Are | I Wanna Be Where You Are | I Wanna Be Where You Are | I Wanna Be Where You Are | I Wanna Be Where You Are | I Wanna Be Where You Are | I Wanna Be Where You Are | I Wanna Be Where You Are | I Wanna Be Where You Are | I Wanna Be Where You Are | I Wanna Be Where You Are | I Wanna Be Where You Are | I Wanna Be Where You Are | I Wanna Be Where You Are | I Wanna Be Where You Are | I Wanna Be Where You Are | I Wanna Be Where You Are | I Wanna Be Where You Are | I Wanna Be Where You Are | I Wanna Be Where You Are | I Wanna Be Where You Are | I Wanna Be Where You Are | I Wanna Be Where You Are | I Wanna Be Where You Are | I Wanna Be Where You Are | I Wanna Be Where You Are | I Wanna Be Where You Are | I Wanna Be Where You Are | I Wanna Be Where You Are | I Wanna Be Where You Are | I Wanna Be Where You Are | I Wanna Be Where You Are | I Wanna Be Where You Are | I Wanna Be Where You Are | I Wanna Be Where You Are | I Wanna Be Where You Are | I Wanna Be Where You Are | I Wanna Be Where You Are | I Wanna Be Where You Are | I Wanna Be Where You Are | I Wanna Be Where You Are | I Wanna Be Where You Are | I Wanna Be Where You Are | I Wanna Be Where You Are | I Wanna Be Where You Are | I Wanna Be Where You Are | I Wanna Be Where You Are | I Wanna Be Where You Are | I Wanna Be Where You Are | I Wanna Be Where You Are | I Wanna Be Where You Are | I Wanna Be Where You Are | I Wanna Be Where You Are | I Wanna Be Where You Are | I Wanna Be Where You Are | I Wanna Be Where You Are | I Wanna Be Where You Are | I Wanna Be Where You Are | I Wanna Be Where You Are | I Wanna Be Where You Are | I Wanna Be Where You Are | I Wanna Be Where You Are | I Wanna Be Where You Are | I Wanna Be Where You Are | I Wanna Be Where You Are | I Wanna Be Where You Are | I Wanna Be Where You Are | I Wanna Be Where You Are | I Wanna Be Where You Are | I Wanna Be Where You Are | I Wanna Be Where You Are | I Wanna Be Where You Are | I Wanna Be Where You Are | I Wanna Be Where You Are | I Wanna Be Where You Are | I Wanna Be Where You Are | I Wanna Be Where You Are | I Wanna Be Where You Are | I Wanna Be Where You Are | I Wanna Be Where You Are | I Wanna Be Where You Are | I Wanna Be Where You Are | I Wanna Be Where You Are | I Wanna Be Where You Are | I Wanna Be Where You Are | I Wanna Be Where You Are | I Wanna Be Where You Are | I Wanna Be Where You Are | I Wanna Be Where You Are | I Wanna Be Where You Are | I Wanna Be Where You Are | I Wanna Be Where You Are | I Wanna Be Where You Are | I Wanna Be Where You Are | I Wanna Be Where You Are | I Wanna Be Where You Are | I Wanna Be Where You Are | I Wanna Be Where You Are | I Wanna Be Where You Are | I Wanna Be Where You Are | I Wanna Be Where You Are | I Wanna Be Where You Are | I Wanna Be Where You Are | I Wanna Be Where You Are | -        | 16       | 1,400,000+ |
| 1976. május               | I Ain't No Sunshine      | I Ain't No Sunshine      | I Ain't No Sunshine      | I Ain't No Sunshine      | I Ain't No Sunshine      | I Ain't No Sunshine      | I Ain't No Sunshine      | I Ain't No Sunshine      | I Ain't No Sunshine      | I Ain't No Sunshine      | I Ain't No Sunshine      | I Ain't No Sunshine      | I Ain't No Sunshine      | I Ain't No Sunshine      | I Ain't No Sunshine      | I Ain't No Sunshine      | I Ain't No Sunshine      | I Ain't No Sunshine      | I Ain't No Sunshine      | I Ain't No Sunshine      | I Ain't No Sunshine      | I Ain't No Sunshine      | I Ain't No Sunshine      | I Ain't No Sunshine      | I Ain't No Sunshine      | I Ain't No Sunshine      | I Ain't No Sunshine      | I Ain't No Sunshine      | I Ain't No Sunshine      | I Ain't No Sunshine      | I Ain't No Sunshine      | I Ain't No Sunshine      | I Ain't No Sunshine      | I Ain't No Sunshine      | I Ain't No Sunshine      | I Ain't No Sunshine      | I Ain't No Sunshine      | I Ain't No Sunshine      | I Ain't No Sunshine      | I Ain't No Sunshine      | I Ain't No Sunshine      | I Ain't No Sunshine      | I Ain't No Sunshine      | I Ain't No Sunshine      | I Ain't No Sunshine      | I Ain't No Sunshine      | I Ain't No Sunshine      | I Ain't No Sunshine      | I Ain't No Sunshine      | I Ain't No Sunshine      | I Ain't No Sunshine      | I Ain't No Sunshine      | I Ain't No Sunshine      | I Ain't No Sunshine      | I Ain't No Sunshine      | I Ain't No Sunshine      | I Ain't No Sunshine      | I Ain't No Sunshine      | I Ain't No Sunshine      | I Ain't No Sunshine      | I Ain't No Sunshine      | I Ain't No Sunshine      | I Ain't No Sunshine      | I Ain't No Sunshine      | I Ain't No Sunshine      | I Ain't No Sunshine      | I Ain't No Sunshine      | I Ain't No Sunshine      | I Ain't No Sunshine      | I Ain't No Sunshine      | I Ain't No Sunshine      | I Ain't No Sunshine      | I Ain't No Sunshine      | I Ain't No Sunshine      | I Ain't No Sunshine      | I Ain't No Sunshine      | I Ain't No Sunshine      | I Ain't No Sunshine      | I Ain't No Sunshine      | I Ain't No Sunshine      | I Ain't No Sunshine      | I Ain't No Sunshine      | I Ain't No Sunshine      | I Ain't No Sunshine      | I Ain't No Sunshine      | I Ain't No Sunshine      | I Ain't No Sunshine      | I Ain't No Sunshine      | I Ain't No Sunshine      | I Ain't No Sunshine      | I Ain't No Sunshine      | I Ain't No Sunshine      | I Ain't No Sunshine      | I Ain't No Sunshine      | I Ain't No Sunshine      | I Ain't No Sunshine      | I Ain't No Sunshine      | I Ain't No Sunshine      | I Ain't No Sunshine      | I Ain't No Sunshine      | I Ain't No Sunshine      | I Ain't No Sunshine      | I Ain't No Sunshine      | I Ain't No Sunshine      | I Ain't No Sunshine      | I Ain't No Sunshine      | I Ain't No Sunshine      | I Ain't No Sunshine      | I Ain't No Sunshine      | I Ain't No Sunshine      | I Ain't No Sunshine      | I Ain't No Sunshine      | I Ain't No Sunshine      | I Ain't No Sunshine      | I Ain't No Sunshine      | I Ain't No Sunshine      | I Ain't No Sunshine      | I Ain't No Sunshine      | I Ain't No Sunshine      | I Ain't No Sunshine      | I Ain't No Sunshine      | I Ain't No Sunshine      | I Ain't No Sunshine      | I Ain't No Sunshine      | I Ain't No Sunshine      | I Ain't No Sunshine      | I Ain't No Sunshine      | I Ain't No Sunshine      | I Ain't No Sunshine      | I Ain't No Sunshine      | I Ain't No Sunshine      | I Ain't No Sunshine      | I Ain't No Sunshine      | I Ain't No Sunshine      | I Ain't No Sunshine      | 8        | -        | 300,000+   |

## Helyezések
| Ország                                                      | Legmagasabb helyezés |
| ----------------------------------------------------------- | -------------------- |
| Billboard Top R&B / Hip-Hop Albums                          | 3                    |
| Billboard 200                                               | 14                   |
| Egyesült Királyság UK Album Chart                           | 37                   |
| Franciaország Syndicat National de l’Édition Phonographique | 121                  |

## Fogadtatás
Az album a Billboard 200 lista 14. helyén végzett, a Top R&B/Hip-Hop albumok listáján pedig a 3. lett a megjelenésekor.
| „                                           | "...remek, művészi és mindegyik dal legalább olyan jó, mint a The Jackson 5 produkciói... édes hang...ártatlanság és a legteljesebb professzionalizmus...elbűvölő és ellenállhatatlan..." | ” |
| – Rolling Stone (1972. július 12. 68. old.) | |   |